# Vůz WRmee816 ČD
Vozy WRmee816, číslované v intervalu 61 54 88-81, byly jídelní vozy provozované Českými drahami vytvořené modernizací starších vozů WRm812 a WRm813 v letech 2012–2013 v ŽOS Vrútky.
Tyto vozy byly rekonstruovány na bistrovozy s oddílem první třídy s označením ARmpee829

## Technický popis
Jsou to klimatizované jídelní vozy typu UIC-X o délce 26 400 mm. Jsou vybavené upravenými podvozky Görlitz Vk s kotoučovými brzdami. Nejvyšší povolená rychlost těchto vozů je 160 km/h.
Vozy mají jeden pár předsuvných nástupních dveří. Většina oken těchto vozů je pevná, zbylé jsou výklopné v horní čtvrtině.
Vůz je rozdělen na jídelní, barovou a kuchyňskou část. V jídelní části se nachází 24 míst k sezení, v barové sedm míst.
Vozy jsou z výroby lakovány do jednotného modro-bílého korporátního stylu Českých drah od studia Najbrt.

## Modernizace
V letech 2012–2013 proběhla v ŽOS Vrútky modernizace všech čtyř vozů WRm812 i 14 vozů WRm813. Přinesla opravu interiéru, výměnu kuchyňského náčiní, předsuvné dveře ovládané tlačítky a dosazení kotoučových brzd, díky čemu mohla být maximální rychlost těchto vozů opět zvýšena na 160 km/h. Mimo to ještě vozy získaly elektronický informační systém a zásuvky 230 V. Celková cena této modernizace (včetně opravy třech kusů WRmee814) činí 728,4 milionů Kč, čili přibližně 34,7 milionu Kč za vůz.

## Provoz
Vozy jsou v jízdním řádu 2015/2016 nasazovány převážně na výkony mezi Prahou a Budapeští nebo Žilinou.

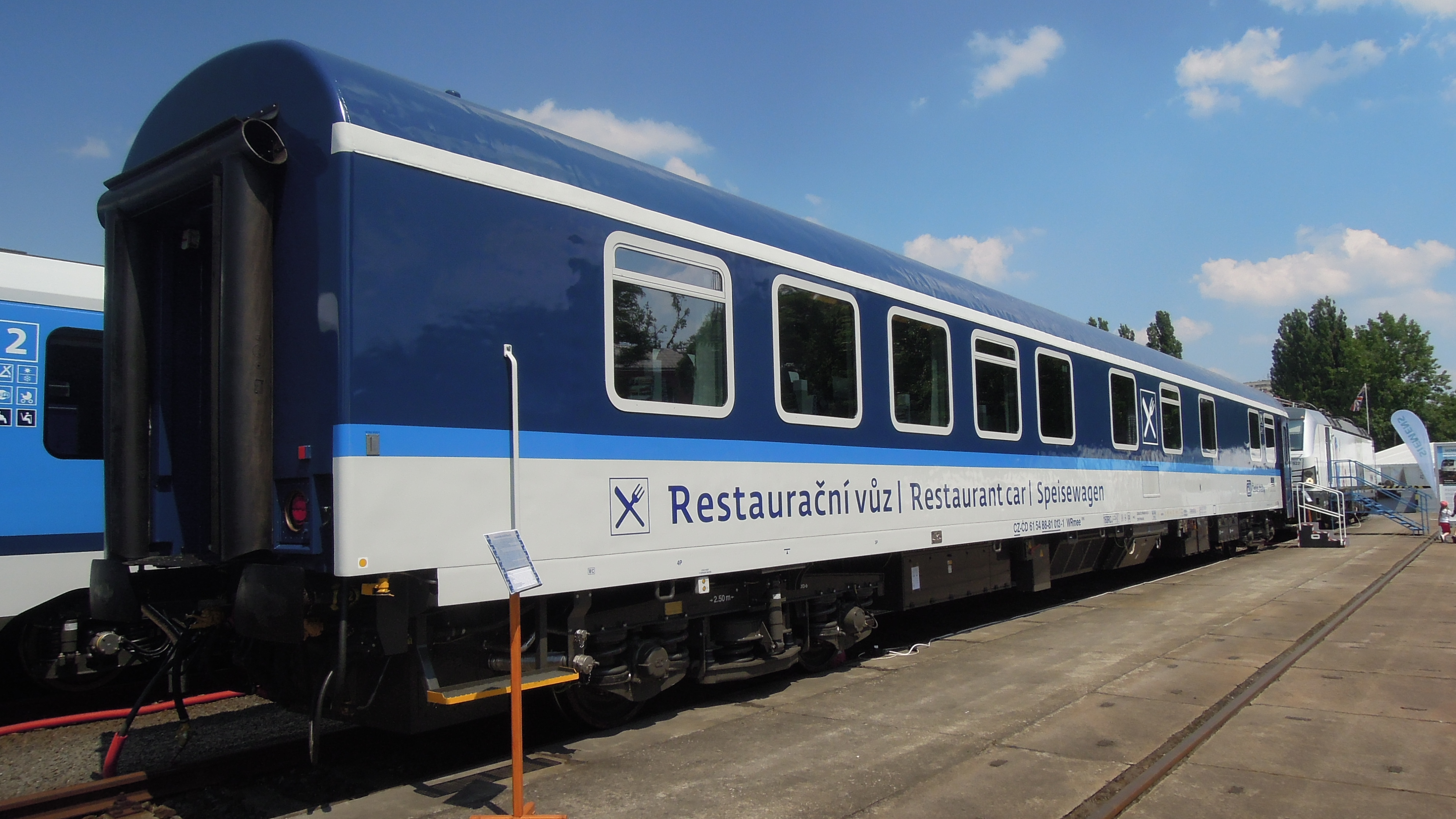
Jídelní vůz řady WRmee816
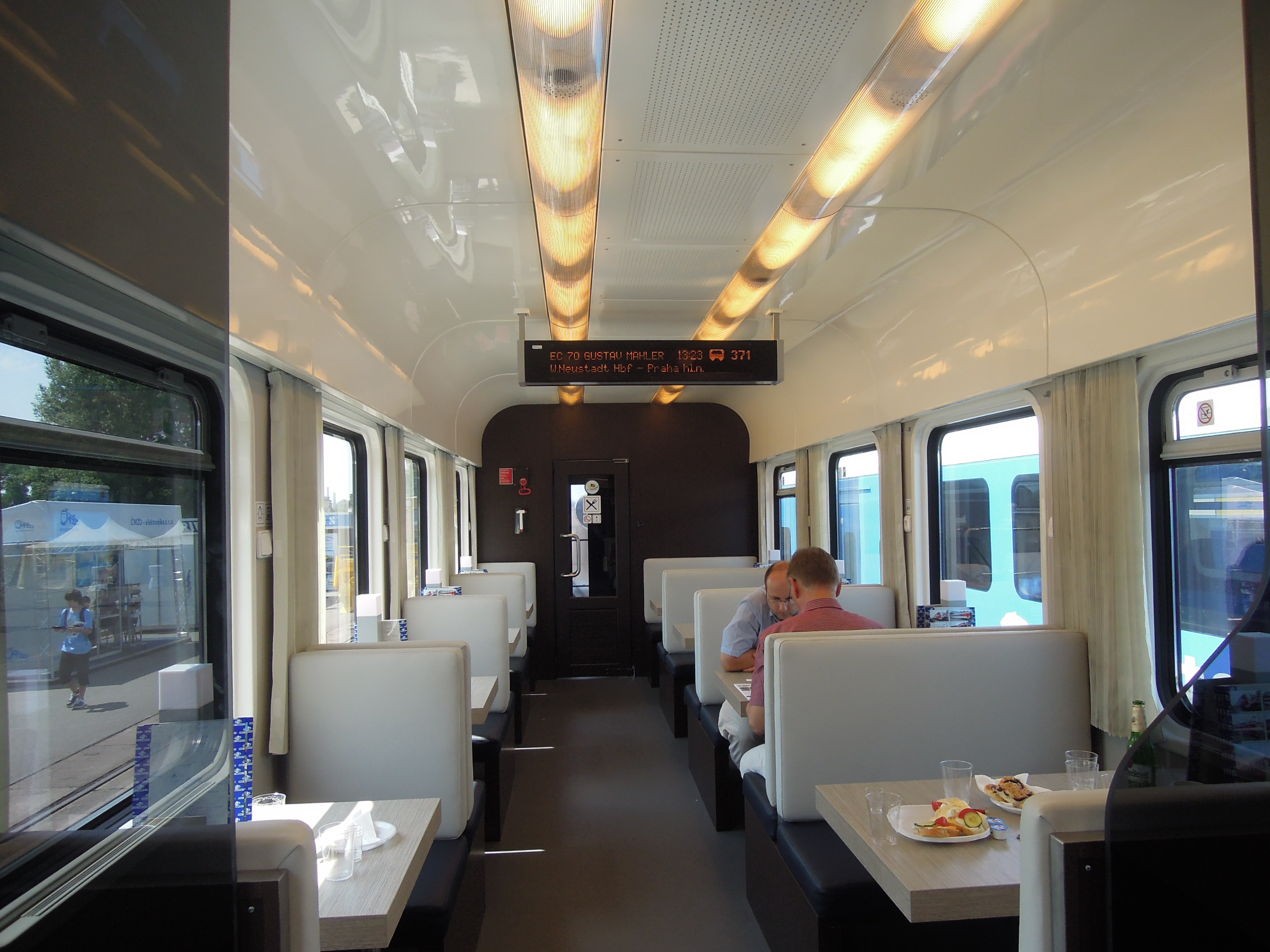
Interiér jídelního vozu
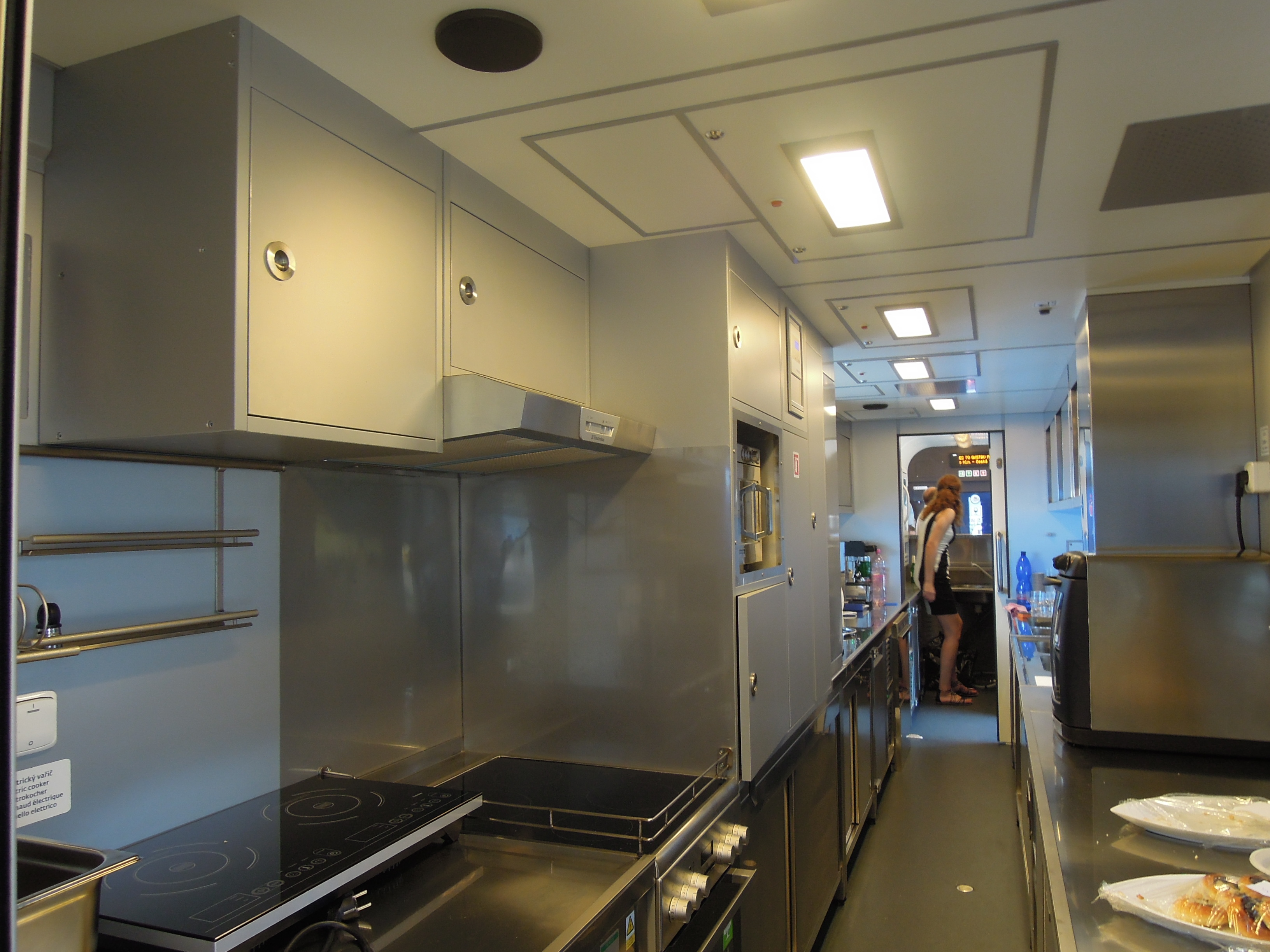
Kuchyňská část jídelního vozu